# Žehuňský rybník - Obora Kněžičky
Žehuňský rybník - Obora Kněžičky este o arie protejată (arie de protecție specială avifaunistică — SPA) din Republica Cehă întinsă pe o suprafață de 1.963,89 ha, integral pe uscat.

## Localizare
Centrul sitului Žehuňský rybník - Obora Kněžičky este situat la coordonatele 50°09′20″N 15°19′38″E / 50.155556°N 15.327222°E.

## Înființare
Situl Žehuňský rybník - Obora Kněžičky a fost declarat arie de protecție specială avifaunistică în octombrie 2004 pentru a proteja 2 specii de animale.

## Biodiversitate
Situată în ecoregiunea continentală, aria protejată nu include niciun habitat protejat.
La baza desemnării sitului se află mai multe specii protejate de  păsări (2): stârc pitic (Ixobrychus minutus), cresteț pestriț (Porzana porzana).